# Barbro Kollberg
Barbro Anna Elisabet Kollberg (født 27. december 1917 i Eskilstuna, død 6. marts 2014) var en svensk skuespillerinde, der medvirkede i over 40 film og tv-serier mellem 1939 og 2006.

## Udvalgt filmografi
- Tykke Thor i trøjen (1940)
- Karl for sin hat (1940)
- '"I nat eller aldrig (1941)
- '"Hjem fra Babylon (1941)
- Den gule klinik (1942)
- En ugift mor (1944)
- Lidenskab (1945)
- Det regner på vor kærlighed (1946)
- Den gule bil (1963)
- En søndag i september (1963)
- Charlotte Löwensköld (1979, ukrediteret)
- Mor gifter sig (tv-serie, 1980)
- Den gode vilje (1992)
- Chefen fru Ingeborg (tv-serie, 1993)
- '"Tic Tac (1997)
- Svensson, Svensson - Filmen (1997)
- Familiehemmeligheder (2001)
- Skeppsholmen (tv-serie, 2002-2003)
- Som i himlen (2004)